# Місце дії (фільм)
«Місце дії» (рос. «Место действия») — радянський двосерійний художній фільм-мелодрама, поставлений на кіностудії «Ленфільм» у 1983 році режисером Анатолієм Граником за мотивами однойменного роману Олександра Проханова.

## Сюжет
Головний герой фільму — Петро Костянтинович Пушкарьов, який працює на посаді директора нафтохімічного комбінату. Комбінат зводиться в сибірському місті Ядринську, і у директора з'являється безліч проблем.

## У ролях
- Олександр Парра —  Петро Костянтинович Пушкарьов
- Іван Краско —  Гнат Степанович Шиян, секретар обкому партії
- Віктор Михайлов —  Альоша Кунгурцев, художник
- Василь Корзун —  Василь Іванович Поліванов, голова виконкому
- Сергій Паршин —  Безфамільний
- Олена Шаніна —  Маша, акторка, дружина Олексія
- Петро Шелохонов —  Іван Гаврилович Рябов, секретар міськкому партії
- Ернст Романов —  Єгор Данилович Луконін
- Ігор Єфімов —  Хромов, керуючий трестом
- Олександр Дем'яненко —  Закржевський, режисер театру
- Наталія Четверикова —  Наташа Свєтозарова, акторка
- Гелена Івлієва —  Черних, зав. відділом культури
- Ніна Мазаєва —  мати Олексія
- Олександр Блок —  Єлагін
- Олексій Булдаков —  полковник, начальник міліції мікрорайону
- Ігор Комаров —  Олександр Корнєєв, редактор газети
- Валерій Кузін —  Микола Володимирович Миронов
- Валерій Ісаєв —  Янпольський, заступник Пушкарьова
- Ростислав Катанський —  Марчук
- Марина Крутікова —  секретарка
- Марина Юрасова —  член художньої ради

## Знімальна група
- Автор сценарію —  Рудольф Тюрін
  - За мотивами однойменного роману  Олександра Проханова
- Режисер-постановник —  Анатолій Граник
- Оператор-постановник —  Віктор Карасьов
- Художник-постановник —  Валерій Юркевич
- Композитор —  Надія Сімонян
- Звукооператор —  Ірина Черняховська
- Режисери —  Борис Павлов-Сільванський
- Монтаж —  Олени Верещагіна
- Редактор —  Юрій Холін
  - по костюмах —  Марина Кайшаурі
  - Диригент —  Володимир Рилов
- Директор картини — Віктор Бородін